# Montemor-o-Novo
Montemor-o-Novo – miejscowość w Portugalii, leżąca w dystrykcie Évora, w regionie Alentejo w podregionie Alentejo Central. Miejscowość jest siedzibą gminy o tej samej nazwie.

## Zabytki
- Zamek w Montemor-o-Novo

## Demografia
| Liczba ludności gminy Montemor-o-Novo (1801–2011) | Liczba ludności gminy Montemor-o-Novo (1801–2011) | Liczba ludności gminy Montemor-o-Novo (1801–2011) | Liczba ludności gminy Montemor-o-Novo (1801–2011) | Liczba ludności gminy Montemor-o-Novo (1801–2011) | Liczba ludności gminy Montemor-o-Novo (1801–2011) | Liczba ludności gminy Montemor-o-Novo (1801–2011) | Liczba ludności gminy Montemor-o-Novo (1801–2011) | Liczba ludności gminy Montemor-o-Novo (1801–2011) | Liczba ludności gminy Montemor-o-Novo (1801–2011) |
| ------------------------------------------------- | ------------------------------------------------- | ------------------------------------------------- | ------------------------------------------------- | ------------------------------------------------- | ------------------------------------------------- | ------------------------------------------------- | ------------------------------------------------- | ------------------------------------------------- | ------------------------------------------------- |
| 1801                                              | 1849                                              | 1900                                              | 1930                                              | 1960                                              | 1981                                              | 1991                                              | 2001                                              | 2004                                              | 2011                                              |
| 8 027                                             | 9 614                                             | 16 601                                            | 29 005                                            | 37 328                                            | 20 210                                            | 18 632                                            | 18 578                                            | 18 540                                            | 17 437                                            |

## Sołectwa
Sołectwa gminy Montemor-o-Novo (ludność wg stanu na 2011 r.):
- Cabrela – 649 osób
- Ciborro – 714 osób
- Cortiçadas – 821 osób
- Foros de Vale de Figueira – 1070 osób
- Lavre – 740 osób
- Nossa Senhora da Vila – 6070 osób
- Nossa Senhora do Bispo – 4931 osób
- Santiago do Escoural – 1335 osób
- São Cristóvão – 540 osób
- Silveiras – 567 osób